# Eugen Weber
Eugen Weber (n. 24 aprilie 1925, București, România – d. 17 mai 2007, Brentwood⁠(d), California, SUA) a fost un istoric american de origine română, specialist în istoria naționalismului francez.

## Biografie
Născut într-o familie înstărită, a fost trimis la vârsta de 12 ani la școală în  Anglia, mai întâi în Herne Bay, apoi la colegiul metodist din Harrogate. În al doilea război mondial a fost combatant în armata britanică. În 1947 a fost trecut în rezervă, cu gradul de căpitan.
A studiat istoria la Universitatea din Paris și la Institut d'études politiques de Paris (Sciences Po).
După studiile din Franța s-a întors în Anglia, unde a obținut doctoratul la Emmanuel College, Cambridge⁠(en)[traduceți].

## Scrieri
- The Nationalist Revival in France, 1905–1914, 1959.
- Action Française: Royalism and Reaction in Twentieth Century France (1962).
- Nationalism, Socialism and National-Socialism in France, French Historical Studies, Vol. 2, 1962;
- Satan France-Maçon: la mystification de Leo Taxil, 1964.
- Varieties of Fascism: Doctrines of Revolution in the Twentieth Century (1964).
- The European Right: A Historical Profile, 1965 (în colaborare).
- A Modern History of Europe: Men, Cultures, and Societies from the Renaissance to the Present (1971).
- Peasants into Frenchmen: The Modernization of Rural France, 1870–1914 (1976).
- France, Fin de Siècle (1986).
- My France: Politics, Culture, Myth, 1991.
- The Hollow Years: France in the 1930s (1994).
- Apocalypses: Prophecies, Cults, and Millennial Beliefs through the Ages (2000).

### În limba română
- Dreapta europeană. Profil istoric, Editura Minerva, București, 1995 (în colaborare cu Hans Rogger).